# Denise Lorys
Denise Marie Joséphine Odé dite Denise Lorys, née le 28 septembre 1889 à Marseille et morte le 17 novembre 1930 à Paris, est une actrice française du cinéma muet.

## Biographie
On sait peu de chose sur Denise Lorys sinon qu'elle s'est mariée le 14 mai 1924 avec le journaliste et auteur dramatique Jean-Louis Croze (1865-1955) et que leur mariage fut dissous le 21 mars 1927 par jugement de divorce,,.
Les circonstances de son décès prématuré seraient une congestion pulmonaire selon la presse de l'époque,.

## Filmographie
- 1917 : Le Roi de la mer, de Jacques de Baroncelli
- 1918 : Le Délai de Jacques de Baroncelli : Jeanne Breslet
- 1918 : Le Scandale, de Jacques de Baroncelli : Charlotte
- 1918 : La Jeune Fille la plus méritante de France, de Germaine Dulac
- 1920 : La Belle Dame sans merci, de Germaine Dulac : la comtesse d'Amaury
- 1922 : La Mort du soleil, de Germaine Dulac : Marthe Voisin
- 1924 : Altemer le cynique, de Georges Monca : Margharita
- 1924 : L'Ironie du sort, de Maurice Kéroul et Georges Monca : Louise Gauthier
- 1925 : Sans famille, de Maurice Kéroul et Georges Monca : Madame Milligan
- 1925 : Madame Sans-Gêne, de Léonce Perret : Madame de Bülow
- 1926 : Le Chemineau, de Maurice Kéroul et Georges Monca : Toinette
- 1928 : La Danseuse Orchidée, de Léonce Perret
- 1928 : Life, d'Adelqui Migliar : Tournela
- 1929 : Peau de pêche, de Jean Benoît-Lévy et Marie Epstein : Mme Desfleuves